# دژان کاران
دژان کاران (سیریلیک صربی: Дејан Каран؛ زادهٔ ۱۳ اوت ۱۹۸۸) بازیکن فوتبال اهل صربستان است.
از باشگاه‌هایی که در آن بازی کرده است می‌توان به باشگاه فوتبال وویوودینا، باشگاه فوتبال تیرانا، باشگاه ورزشی کچکمتی، و باشگاه فوتبال وژدوواتس اشاره کرد.